# Березино (Докшицкий район)
Березино (бел. Беразіно́, Бярэ́зань) — деревня в Докшицком районе Витебской области Белоруссии. Административный центр Березинского сельсовета.
Березань Горная — древнее местечко исторической Минщины.

## География
Расположена в 30 км на восток от Докшиц, в 40 км от железнодорожной станции Лепель.
Ближайшие населённые пункты Береспонье, Замошье и др.

### Гидрография
Река Березина.

## Этимология
Топоним Березань образовался от названия реки Березины. В прежние времена, чтобы избежать путаницы с одноименным местечком в Любошанской волости имела название Березань Горная. Нынешнее официальное наименование «Березино», как и в случае бывшей Березани Любошанской, является перекручиванием традиционного названия, по-видимому, на манер российской деревни Бородино (Московская область).

## История

### Великое Княжество Литовское
Первое письменное упоминание о Березино датируется 13 января 1407 года. В начале XV века поселение вместе с другими селами Харецкой волости перешло к воеводе виленскому Войтеху Монивиду. По угасанию рода Монивидов во 2-й половине XV в. Березино, вероятно, находилось во владении Судимонтовичей, позже ее поделили между собой Гольшанские и Чарторыйские. От последних часть поселения перешла к Тышкевичам, остатком владели Пацы (вскоре стали основными владельцами).
В конце XVI века Березино получило статус местечка и стала центром большого имения, земли которого тянулись по обе стороны Березины почти на 40 км-от деревни Отрубок до устья реки Сергуч (примерно совпадали с современными границами Березинского заповедника). В 1682 году Константин Владислав Пац основал в местечке деревянные костёл и монастырь бернардинцев. Имение находилось частично в Полоцком, частично в Минском воеводстве (граница шла рекой Березиной).

### В составе Российской империи
В результате второго раздела Речи Посполитой (1793 год) Березино оказалось в составе Российской империи, в Борисовском уезде Минской губернии. В нач. XIX в. поселением владели Тавянские.
На 1812 год в Березино было 30 дворов. Во 2-й половине XIX в. статус поселения понизили до села. По итогам переписи 1897 года, здесь было 124 двора.
В 1909 году в Березинской волости Борисовского уезда Минской губернии.
Во времена Первой мировой войны в феврале 1918 года Березино заняли войска Германской империи.

### Настоящее время
25 марта 1918 года согласно Третьей Уставной грамоте Березино провозглашалось частью Белорусской Народной Республики. В 1919 году она вошла в БССР, где 20 августа 1924 года стала центром сельсовета.

На 1970 год в Березино было 232 двора, на 1941 год — 51, на 1995 год — 262.
- Монастырь бернардинцев, с пиктографической карты XVIII века.
- Церковь, около 1910 г.
- Костёл, снимок около 1910 г.

## Население

### Численность
- 2009 год — 393 жителей

### Динамика
- 1880 год — 400 жителей
- 1897 / 1909 — 788 жителей, 124 дворов (село)[4]
- 1970 год — 805 жителей
- 1992 год — 268 жителей[5]
- 1995 год — 577 жителей
- 1999 год — 545 жителей (перепись населения)
- 2009 год — 393 жителей (перепись населения)[4]

## Инфраструктура
Средняя школа, дошкольное учреждение, почтовое отделение.

## Культура
- Дом культуры
- Библиотека
- Музей

## Достопримечательность
- Археологический памятник около д. Березино
  - Городище. В 1 км от д. Березино, на взгорке под названием «Талерка» —  Историко-культурная ценность Республики Беларусь, шифр 213В000427
  - Курганные могильники —  Историко-культурная ценность Республики Беларусь, шифр 213В000428
    - Курганный могильник-1. Расположен в лесу, урочище «Выскадніца»
    - Курганный могильник-2. Расположен на левом берегу реки Березина, урочище «Адверніца»

### Памятник, скульптура
- Воинский мемориал

### Утраченное наследие
- Костёл и монастырь бернардинцев (1682)
- Церковь Святого Духа

## Известные лица
- Манкович, Степан Степанович — Герой Советского Союза.